# Tioga (Teksas)
Tioga – miasto w Stanach Zjednoczonych, w stanie Teksas, w hrabstwie Grayson.